# 인도의 국가원수 목록
다음은 인도의 국가원수 목록이다.

## 바드샤 목록
| 초상 | 칭호                                | 휘                                                                                     | 생               | 치세                                                             | 몰               | 비고 |
| ---- | ----------------------------------- | -------------------------------------------------------------------------------------- | ---------------- | ---------------------------------------------------------------- | ---------------- | --- |
|      | 바부르 بابر                         | 자이르웃딘 무함마드 ظہیر الدین محمد                                                    | 1483년 2월 23일  | 1526년 4월-1530년 12월 26일                                      | 1530년 12월 26일 | |
|      | 후마윤 ہمایوں                       | 나시르웃딘 무함마드 후마윤 نصیر الدین محمد ہمایوں                                      | 1508년 3월 17일  | 1530년 12월 26일-1540년 5월 17일 1555년 2월 22일-1556년 1월 27일 | 1556년 1월 27일  | 1540년 수리 제국의 셰르 샤 수리에 의해 폐위당했으나 셰르 샤 수리의 아들 이슬람 샤 수리가 죽고 나서 1555년 복위했다.                                                       |
|      | 악바르 에아잠 اکبر اعظم             | 잘랄웃딘 무함마드 جلال الدین محمد اکبر                                                 | 1542년 10월 14일 | 1556년 1월 27일-1605년 10월 27일                                 | 1605년 10월 27일 | 모친: 페르시아 귀족 하미다 바누 베굼. |
|      | 자한기르 جہانگیر                    | 누르웃딘 무함마드 살림 نور الدین محمد سلیم                                             | 1569년 9월 20일  | 1605년 10월 15일-1627년 10월 8일                                 | 1627년 10월 28일 | 모친: 라지푸트 귀족 마리암 우즈 자마니. |
|      | 샤 자한 에아잠 شاہ جہان اعظم        | 샤하브웃딘 무함마드 쿠람 شہاب الدین محمد خرم                                           | 1592년 1월 5일   | 1627년 11월 8일-1658년 8월 2일                                   | 1666년 1월 22일  | 모친: 라지푸트 귀족 자가트 고사이니. 타지마할 건축. |
|      | 아우랑제브 عالمگیر                  | 무히웃딘 무함마드 아우랑제브 محی الدین محمداورنگزیب                                    | 1618년 11월 4일  | 1658년 7월 31일-1707년 3월 3일                                   | 1707년 3월 3일   | 모친: 페르시아 귀족 뭄타즈 마할. |
|      | 아잠 اعظم                           | 아불 파이즈 쿠틉웃딘 무함마드 아잠 محمد اعظم شاہ                                       | 1653년 6월 28일  | 1707년 3월 14일-1707년 6월 8일                                   | 1707년 6월 8일   | 모친: 사파비 왕조의 딜라스 바누 베굼 |
|      | 바하두르 샤 بہادر شاہ               | 쿠툽웃딘 무함마드 무아잠 샤 알람 قطب الدین محمد معزام                                  | 1643년 10월 14일 | 1708년 6월 19일-1712년 2월 27일                                  | 1712년 2월 27일  | 마라타와 합의를 보고 라지푸트를 달랬으며 펀잡 지방의 시크들과 우호적인 관계를 이룸.                                                                                       |
|      | 자한다르 샤 جہاندار شاہ             | 마즈웃딘 자한다르 샤 바하두르 معز الدین جہاندار شاہ بہادر                              | 1661년 5월 9일   | 1712년 2월 27일-1713년 2월 11일                                  | 1713년 2월 12일  | 대재상 줄피카르 칸에게 큰 영향을 받음. |
|      | 파루크시야르 فرخ سیر                | 파루크시야르 فرخ سیر                                                                   | 1685년 8월 20일  | 1713년 1월 11일-1719년 2월 28일                                  | 1719년 4월 29일  | 1717년 영국 동인도 회사에게 벵골 지역의 자유무역을 허락하는 면허장 교부.                                                                                                  |
|      | 라피 웃다라자트 رفیع اُد درجات       | 라피 웃다라자트 رفیع اُد درجات                                                          | 1699년 11월 30일 | 1719년 2월 28일-1719년 6월 6일                                   | 1719년 6월 9일   | 사이이드 형제의 발호. |
|      | 샤 자한 2세 شاہ جہاں دوم            | 라피 웃다울라 شاہ جہاں دوم                                                             | 1696년 6월       | 1719년 6월 6일-1719년 9월 19일                                   | 1719년 9월 19일  | |
|      | 무함마드 샤 محمد شاہ                | 로샨 악타르 바하두르 روشن اختر بہادر                                                   | 1702년 8월 17일  | 1719년 9월 27일-1748년 4월 26일                                  | 1748년 4월 26일  | 사이이드 형제의 세도 종료. 마라타 동맹과 기나긴 전쟁 과정에서 데칸고원을 상실. 1739년 페르시아의 나데르 샤가 침공. 제국 전역에 대한 실질적 통치권을 행사한 최후의 바드샤. |
|      | 아흐마드 샤 바하두르 احمد شاہ بہادر | 아흐마드 샤 바하두르 احمد شاہ بہادر                                                    | 1725년 12월 23일 | 1748년 4월 26일-1754년 6월 2일                                   | 1775년 1월 1일   | 시칸다라바드 전투에서 마라타 동맹군에게 대패. |
|      | 알람기르 2세 عالمگیر دوم            | 아지즈웃딘 عزیز اُلدین                                                                  | 1699년 6월 6일   | 1754년 6월 2일-1759년 11월 29일                                  | 1759년 11월 29일 | 대재상 이마드울물크의 세도. |
|      | 샤 자한 3세 شاہ جہاں سوم            | 무히 울밀라트 محی اُلملت                                                                | 1711년           | 1759년 12월 10일-1760년 10월 10일                                | 1772년           | 북사르 전투에서 영국 동인도 회사에게 대패. 1761년 히데르 알리가 마이소르 술탄을 칭하며 독립.                                                                              |
|      | 샤 알람 2세 شاہ عالم دوم            | 알리 가우하르 علی گوہر                                                                 | 1728년 6월 25일  | 1759년 12월 24일-1806년 11월 19일                                | 1806년 11월 19일 | 1799년 마이소르의 티푸 술탄 사망. |
|      | 악바르 샤 2세 اکبر شاہ دوم          | 미르자 악바르 مرزا اکبر                                                                | 1760년 4월 22일  | 1806년 11월 19일-1837년 9월 28일                                 | 1837년 9월 28일  | 영국의 보호를 받는 명목상의 국가원수로 전락. |
|      | 바하두르 샤 2세 بہادر شاہ دوم       | 아부 자파르 시라줏딘 무함마드 바하두르 샤 자파르 ابو ظفر سراج اُلدین محمد بہادر شاہ ظفر | 1775년 10월 24일 | 1837년 9월 28일-1857년 9월 23일                                  | 1862년 11월 7일  | 최후의 무굴 바드샤. 세포이 항쟁이 실패로 돌아가자 영국에 의해 폐위되어 버마로 망명.                                                                                       |

## 목록
| 군주                                    | 시작                                                          | 끝                                                  | 배우자                                                                              |
| --------------------------------------- | ------------------------------------------------------------- | --------------------------------------------------- | ----------------------------------------------------------------------------------- |
| 황제 바하두르 샤 2세 (바하두르 샤 자파) | 1857년 5월 델리에서 인도 황제로 선포; 1837년 이후로 무굴 황제 | 1857년 9월                                          | 네 번 - 결혼한 순서는 다음과 같음 - 아쉬라프마할, 악타르마할, 지나트마할, 타지마할. |
| 여왕-여제 빅토리아                      | 1876년 4월 28일 영국에서 선포 1877년 1월 1일 인도에서 선포    | 1901년 1월 22일                                     | 없음 - 칭호법이 통과되기 전인 1861년에 앨버트가 사망하여 과부가 되었음              |
| 왕-황제 에드워드 7세                    | 1901년 1월 22일                                               | 1910년 5월 6일                                      | 왕비-황후 알렉산드라 (1925년 11월 20일 죽음)                                        |
| 왕-황제 조지 5세                        | 1910년 5월 6일                                                | 1936년 1월 20일                                     | 왕비-황후 메리 (1953년 3월 24일 죽음)                                               |
| 왕-황제 에드워드 8세                    | 1936년 1월 20일                                               | 1936년 12월 11일                                    | 없음                                                                                |
| 왕-황제 조지 6세                        | 1936년 12월 11일                                              | 1947년 8월 15일 인도 독립 1948년 6월 22일 칭호 폐기 | 왕비-황후 엘리자베스 (2002년 3월 30일 죽음)                                         |

## 영국령 인도 제국의 총독 목록

### 벵골의 윌리엄 요새 지역 지사, 1773-1833
| #  | 이름                           | 초상 | 임기시작         | 임기종료         |
| -- | ------------------------------ | ---- | ---------------- | ---------------- |
| 1  | 워런 헤이스팅스                |      | 1773년 10월 20일 | 1785년 2월 1일   |
| 2  | 준남작 존 맥퍼슨 경 (대리)     |      | 1785년 2월 1일   | 1786년 9월 12일  |
| 3  | 콘월리스 백작                  |      | 1786년 9월 12일  | 1793년 10월 28일 |
| 4  | 존 쇼어                        |      | 1793년 10월 28일 | 1798년 3월       |
| 5  | 중장 앨루레드 클라크 경 (대리) |      | 1798년 3월       | 1798년 5월 18일  |
| 6  | 웰즐리 후작                    |      | 1798년 5월 18일  | 1805년 7월 30일  |
| 7  | 콘월리스 후작                  |      | 1805년 7월 30일  | 1805년 10월 5일  |
| 8  | 준남작 조지 발로우 경 (대리)   |      | 1805년 10월 10일 | 1807년 7월 31일  |
| 9  | 민토 경                        |      | 1807년 7월 31알  | 1813년 10월 4일  |
| 10 | 헤이스팅스 후작                |      | 1813년 10월 4일  | 1823년 1월 9일   |
| 11 | 존 애덤 (대리)                 |      | 1823년 1월 9일   | 1823년 8월 1일   |
| 12 | 애머스트 백작                  |      | 1823년 8월 1일   | 1828년 3월 13일  |
| 13 | 윌리엄 버터워스 베일리 (대리)  |      | 1828년 3월 13일  | 1828년 7월 4일   |
| 14 | 윌리엄 벤팅크 경               |      | 1828년 7월 4일   | 1833년           |

### 인도 지사, 1833-1858
| #  | 이름                         | 초상 | 임기 시작       | 임기 종료       |
| -- | ---------------------------- | ---- | --------------- | --------------- |
| 14 | 윌리엄 벤팅크 경             |      | 1833년          | 1835년 3월 20일 |
| 15 | 준남작 찰스 멧칼프 경 (대리) |      | 1835년 3월 20일 | 1836년 3월 4일  |
| 16 | 오클랜드 백작                |      | 1836년 3월 4일  | 1842년 2월 28일 |
| 17 | 엘렌버러 경                  |      | 1842년 2월 28일 | 1844년 6월      |
| 18 | 윌리엄 윌버포스 버드 (대리)  |      | 1844년 6월      | 1844년 7월 23일 |
| 19 | 헨리 하딩                    |      | 1844년 7월 23일 | 1848년 1월 12일 |
| 20 | 달하우지 백작                |      | 1848년 1월 12일 | 1856년 2월 28일 |
| 21 | 캐닝 자작                    |      | 1856년 2월 28일 | 1858년 11월 1일 |

### 인도 총독 겸 지사, 1858-1947
| #  | 이름                    | 초상 | 임기 시작        | 임기 종료        |
| -- | ----------------------- | ---- | ---------------- | ---------------- |
| 22 | 캐닝 자작               |      | 1858년 11월 1일  | 1862년 3월 21일  |
| 23 | 엘긴 백작               |      | 1862년 3월 21일  | 1863년 11월 20일 |
| 24 | 로버트 네이피어 (대리)  |      | 1863년 11월 20일 | 1863년 12월 2일  |
| 25 | 윌리엄 데니슨 (대리)    |      | 1863년 12월 2일  | 1864년 1월 12일  |
| 26 | 준남작 존 로런스 경     |      | 1864년 1월 12일  | 1869년 1월 12일  |
| 27 | 메이요 백작             |      | 1869년 1월 12일  | 1872년 2월 8일   |
| 28 | 존 스트래치 (대리)      |      | 1872년 2월 9일   | 1872년 2월 23일  |
| 29 | 네이피어 경 (대리)      |      | 1872년 2월 24일  | 1872년 5월 3일   |
| 30 | 노스브룩 경             |      | 1872년 5월 3일   | 1876년 4월 12일  |
| 31 | 리턴 경                 |      | 1876년 4월 12일  | 1880년 6월 8일   |
| 32 | 리펀 후작               |      | 1880년 6월 8일   | 1884년 12월 13일 |
| 33 | 더퍼린 백작             |      | 1884년 12월 13일 | 1888년 12월 10일 |
| 34 | 랜즈다운 후작           |      | 1888년 12월 10일 | 1894년 10월 11일 |
| 35 | 엘긴 백작               |      | 1894년 10월 11일 | 1899년 1월 6일   |
| 36 | 커즌오브케들스턴 경     |      | 1899년 1월 6일   | 1905년 11월 18일 |
| 37 | 민토 백작               |      | 1905년 11월 18일 | 1910년 11월 23일 |
| 38 | 하딩오브펜스허스트 경   |      | 1910년 11월 23일 | 1916년 4월 4일   |
| 39 | 첼름스퍼드 경           |      | 1916년 4월 4일   | 1921년 4월 2일   |
| 40 | 레딩 백작               |      | 1921년 4월 2일   | 1926년 4월 3일   |
| 41 | 어윈 경                 |      | 1926년 4월 3일   | 1931년 4월 18일  |
| 42 | 윌링던 백작             |      | 1931년 4월 18일  | 1936년 4월 18일  |
| 43 | 린리스고 후작           |      | 1936년 4월 18일  | 1943년 10월 1일  |
| 44 | 웨이벌 자작             |      | 1943년 10월 1일  | 1947년 2월 21일  |
| 45 | 마운트배튼오브버마 자작 |      | 1947년 2월 21일  | 1947년 8월 15일  |

### 인도 연방 지사, 1947-1950
| 이름                      | 초상 | 임기 시작       | 임기 종료       |
| ------------------------- | ---- | --------------- | --------------- |
| 마운트배튼오브버마 자작   |      | 1947년 8월 15일 | 1948년 6월 21일 |
| 차크라바티 라자고팔라차리 |      | 1948년 6월 21일 | 1950년 1월 26일 |

### 파키스탄 지사, 1947-1956
| 이름               | 초상 | 임기 시작        | 임기 종료        |
| ------------------ | ---- | ---------------- | ---------------- |
| 무하마드 알리 진나 |      | 1947년 8월 15일  | 1948년 9월 11일  |
| 하와자 나지무딘    |      | 1948년 9월 14일  | 1951년 10월 17일 |
| 말릭 굴람 무함마드 |      | 1951년 10월 17일 | 1955년 10월 6일  |
| 이스칸데르 미르자  |      | 1955년 10월 6일  | 1956년 3월 23일  |

## 군주 (1947 ~ 1950)
왕위 계승은 영국의 왕위 계승 순위를 따른다.
| 대수 | 군주 (출생)               | 초상화                     | 재위            | 재위            | 왕가 | 총리 | 총독                   |
| 대수 | 군주 (출생)               | 초상화                     | 즉위            | 퇴위            | 왕가 | 총리 | 총독                   |
| ---- | ------------------------- | -------------------------- | --------------- | --------------- | ---- | ---- | ---------------------- |
| 1    | 국왕 조지 6세 (1895-1952) |                            | 1947년 8월 15일 | 1950년 1월 26일 | 윈저 | 네루 | 마운트배튼 (1947–1948) |
| 1    | 국왕 조지 6세 (1895-1952) | 라자고팔라카리 (1948-1950) | 1947년 8월 15일 | 1950년 1월 26일 | 윈저 | 네루 |                        |

### 총독
총독은 인도 군주의 대표이고 군주의 권력 대부분을 행사했다. 총독은 군주의 재량에 따라 임기 없이 재직했다. 1931년 웨스트민스터 헌장이 통과된 후, 총독은 영국 정부의 개입없이 인도 내각의 조언에 의해서만 임명되었다. 공석일 경우 대법원장이 정부를 관리하는 책임자로서 직임을 맡았다.
| 대수 | 총독 (출생)                                                | 초상화 | 임기            | 임기            | 군주      | 총리 |
| 대수 | 총독 (출생)                                                | 초상화 | 취임            | 퇴임            | 군주      | 총리 |
| ---- | ---------------------------------------------------------- | ------ | --------------- | --------------- | --------- | ---- |
| 1    | 제1대 버마의 마운트배튼 백작 루이 마운트배튼 (1900 ~ 1979) |        | 1947년 8월 15일 | 1948년 6월 21일 | 조지 6 세 | 네루 |
| 2    | 차크라바르티 라자고팔라카리 (1878–1972)                    |        | 1948년 6월 21일 | 1950년 1월 26일 | 조지 6 세 | 네루 |

## 인도 대통령 ( 1950 ~ 현재의 )
인도 헌법에 따라, 인도 공화국의 대통령이 군주를 대신하여 국가 원수가 되었다. 대통령은 선거인단의 투표로 뽑히며 임기는 5년이다. 공석일 경우 부통령이 대행한다.
| 대수 | 대통령 (생몰년)                       | 초상화 | 임기            | 임기                             | 선거      | 정당 (취임시) | 정당 (취임시) | 총리                           |
| 대수 | 대통령 (생몰년)                       | 초상화 | 취임            | 퇴임                             | 선거      | 정당 (취임시) | 정당 (취임시) | 총리                           |
| ---- | ------------------------------------- | ------ | --------------- | -------------------------------- | --------- | ------------- | ------------- | ------------------------------ |
| 1    | 라젠드라 프라사드 (1884 ~ 1963)       |        | 1950년 1월 26일 | 1962년 5월 13일                  | 1952 1957 |               | 인도 국민회의 | 네루                           |
| 2    | 사르베팔리 라다크리슈난 (1888 ~ 1975) |        | 1962년 5월 13일 | 1967년 5월 13일                  | 1962      |               | 무소속        | 네루 난다 샤스트리 난다 간디   |
| 3    | 자키르 후사인 칸 (1897 ~ 1969)        |        | 1967년 5월 13일 | 1969년 5월 3일 ( 직무 중 사망 )  | 1967      |               | 무소속        | 간디                           |
| –    | 바라하기리 벵카타 기리(1894 ~ 1980)   |        | 1969년 5월 3일  | 1969년 7월 20일                  | –         |               | 무소속        | 간디                           |
| –    | 모하마드 히다야툴라 (1905 ~ 1992)     |        | 1969년 7월 20일 | 1969년 8월 24일                  | –         |               |               | 간디                           |
| 4    | 바라하기리 벵카타 기리 (1894 ~ 1980)  |        | 1969년 8월 24일 | 1974년 8월 24일                  | 1969      |               | 무소속        | 간디                           |
| 5    | 파크루딘 알리 아메드 (1905 ~ 1977)    |        | 1974년 8월 24일 | 1977년 2월 11일 ( 직무 중 사망 ) | 1974      |               | 인도 국민회의 | 간디                           |
| –    | BD 자티 (1912–2002)                   |        | 1977년 2월 11일 | 1977년 7월 25일                  | –         |               | 인도 국민회의 | 간디 데사이                    |
| 6    | 닐람 산지바 레디 (1913 ~ 1996)        |        | 1977년 7월 25일 | 1982년 7월 25일                  | 1977      |               | 자나타 당     | 데사이 싱 간디                 |
| 7    | 자일 싱 (1916 ~ 1994)                 |        | 1982년 7월 25일 | 1987년 7월 25일                  | 1982      |               | 인도 국민회의 | 간디                           |
| 8    | 라마스와미 벵카타라만 (1910 ~ 2009)   |        | 1987년 7월 25일 | 1992년 7월 25일                  | 1987      |               | 인도 국민회의 | 간디 싱 셰카르 라오            |
| 9    | 샹카르 다얄 샤르마 (1918 ~ 1999)      |        | 1992년 7월 25일 | 1997년 7월 25일                  | 1992      |               | 인도 국민회의 | 라오 바지파이 데베 고다 구지랄 |
| 10   | 코체릴 라만 나라야난 (1920 ~ 2005)    |        | 1997년 7월 25일 | 2002년 7월 25일                  | 1997      |               | 인도 국민회의 | 구지랄 바지파이                |
| 11   | 압둘 칼람 (1931 ~ 2015)               |        | 2002년 7월 25일 | 2007년 7월 25일                  | 2002      |               | 무소속        | 바지파이 싱                    |
| 12   | 프라티바 파틸 (1934 ~ )               |        | 2007년 7월 25일 | 2012년 7월 25일                  | 2007      |               | 인도 국민회의 | 싱                             |
| 13   | 프라나브 무케르지 (1935 ~ 2020)       |        | 2012년 7월 25일 | 2017년 7월 25일                  | 2012      |               | 인도 국민회의 | 싱 모디                        |
| 14   | 람 나트 코빈드 (1945 ~ )              |        | 2017년 7월 25일 | 2022년 7월 25일                  | 2017      |               | 인도 인민당   | 모디                           |
| 15   | 드라우파디 무르무 (1958 ~ )           |        | 2022년 7월 25일 | 현재                             | 2022      |               | 인도 인민당   | 모디                           |

1. ↑  Begum, Gulbadan (1902). 《The History of Humayun (Humayun-Nama)》. Royal Asiatic Society. 237–9쪽.
2. ↑  Marc Jason Gilbert (2017). 《South Asia in World History》. Oxford University Press. 79쪽.
3. ↑  Emperor of Hindustan Jahangir (2010). 《The Tuzuk-I-Jahangiri; Or, Memoirs of Jahangir Translated by Alexander Rogers Edited by Henry Beveridge》. General Books LLC. 18쪽. ISBN 978-1-152-49040-6.
4. ↑  Mohammada, Malika (2007년 1월 1일). 《The Foundations of the Composite Culture in India》. Aakar Books. 300쪽. ISBN 978-8-189-83318-3.
5. ↑  1792년 콘월리스 후작이 됨.
6. ↑  1799년 웰즐리 후작이 됨.
7. ↑  1816년 헤이스팅스 후작이 됨.
8. ↑  1826년 애머스트 백작이 됨.
9. ↑  1839년 오클랜드 백작이 됨.
10. ↑  1846년 하딩 자작이 됨.
11. ↑  1849년 달하우지 후작이 됨.
12. ↑  1859년 캐닝 백작이 됨.
13. ↑  1904년에는 앰트힐 경이 총독직을 대리하고 있었다.
14. ↑  당시엔 어윈 남작
15. ↑  마운트배튼오브버마 남작
16. ↑  1947년에 마운트배튼 백작이 됨.